# Gnomidolon ignicolor
Gnomidolon ignicolor är en skalbaggsart som beskrevs av Dilma Solange Napp och Martins 1985. Gnomidolon ignicolor ingår i släktet Gnomidolon och familjen långhorningar. Inga underarter finns listade i Catalogue of Life.